# 조구 1세
조구 1세(알바니아어: Mbreti zogu I 1895년 10월 8일~1961년 4월 9일)는 알바니아의 국왕(재위:1928년~1939년)으로, 총리(재임:1922년~1924년)와 알바니아의 대통령(재임:1925년~1928년)을 역임하였다.
조구 1세의 통치기간 동안 알바나아는 이탈리아의 간섭이 심해졌고, 조구 1세의 저항에도 불구하고 1939년 4월 이탈리아는 알바니아를 침공하였다. 이후 베니토 무솔리니는 알바나아를 이탈리아의 보호령으로 선언, 조구 1세는 망명했다. 이후 조구 1세는 조국인 알바니아로 돌아가려 했으나, 공산화된 알바니아의 서기장 엔베르 호자에 의해 입국이 거부되었다. 결국 조구 1세는 프랑스 파리에서 남은 여생을 보내다, 1961년 4월 9일 사망하였다.

## 같이 보기
- 조구가
- 알바니아 공화국
- 알바니아 왕국